# Hermonassa olivascens
Hermonassa olivascens är en fjärilsart som beskrevs av Chen 1985. Hermonassa olivascens ingår i släktet Hermonassa och familjen nattflyn. Inga underarter finns listade i Catalogue of Life.